# Lepidium laeteviride
Lepidium laeteviride là một loài thực vật có hoa trong họ Cải. Loài này được (P. Royen) Hewson mô tả khoa học đầu tiên năm 1982.